# Friedrich Körte (architecte)
Pour les articles homonymes, voir Friedrich Körte et Korte.
Friedrich Körte (né le 24 décembre 1854 à Berlin et mort le 3 février 1934 dans la même ville) est un architecte allemand dont le principal domaine d'activité est à Berlin et ses environs.
À partir de 1886, il dirige le cabinet d'architectes Reimer & Körte avec Konrad Reimer (de). Le bureau réussit la construction de bâtiments industriels, administratifs et résidentiels. De nombreux bâtiments préservés tels que les halls d'usine et la zone d'entrée de la Borsigwerke de Tegel ou l'observatoire Archenhold sont des bâtiments classés. Pour l'exécution de nombreux contrats de construction de l'entreprise Borsig, Reimer et Körte sont également considérés comme les architectes de l'industriel August Borsig.

## Biographie
Friedrich Körte est l'un des dix enfants du docteur Friedrich Körte (1818-1914) et de son épouse Marie, née. Thaer (1832-1898). Ses frères et sœurs comprennent l'archéologue Gustav Körte (1852-1917), le chirurgien Werner Körte (de) (1853-1937), le peintre Martin Körte (1857-1929), le maire de Königsberg Siegfried Körte (1861-1919) et le philologue classique Alfred Körte (1866-1946).
Friedrich Körte étudie l'architecture à l'Académie d'architecture de Berlin. Après une réalisation réussie et ses premières créations personnelles, comme un travail pratique pour une décoration murale, dont une feuille est archivée au Musée d'architecture de l'Université technique de Berlin, il s'associe à Konrad Reimer. Ensemble, ils peuvent créer plus de 20 bâtiments plus grands dans le paysage urbain berlinois. Dans les années 1910, Friedrich Körte détient le titre honorifique d'officier du bâtiment royal ; son appartement est dans la Magdeburger Straße 26 à Wilmersdorf.
Friedrich Körte est conseiller municipal de Berlin de 1898 à 1919. Dans ce rôle, il soutient par exemple la construction d'installations sociales telles qu'une « maison de retraite – institution pour hospitalistes » à Berlin-Buch par le responsable de la construction de la ville Ludwig Hoffmann. Rudolf Virchow fait également partie de son cercle d'amis
Friedrich et Werner Körte sont enterrés dans une tombe familiale au cimetière de Dorotheenstadt.

## Bâtiments du partenariat Reimer et Körte (sélection)
L'ensemble des bâtiments réalisés s'étend de 1888 jusqu'à la mort de Konrad Reimer en 1914. La liste suivante fournit une orientation rapide.
| Illustration | Année          | Nom du bâtiment                                                      | Localisation                                    | Détails | Sources |
| ------------ | -------------- | -------------------------------------------------------------------- | ----------------------------------------------- | --- | ------- |
| zentriert    | 1888           | Académie de chant de Berlin                                          | Dorotheenstraße / Straße Unter den Linden       | Transformation |         |
|              | 1890–1894      | Deux immeubles d'habitation                                          | Carmerstraße und Grabenstraße à Zehlendorf      | | ,       |
| zentriert    | 1896/1897      | Maison M.A.N. (1re Maison VDI (de))                                  | Charlottenstraße 43 Ecke Mittelstraße 1 à Mitte | Le bâtiment de quatre étages est construit pour l'association des ingénieurs allemands (de) (VDI), qui installe son siège social au second étage. Le rez-de-chaussée et le premier étage sont destinés à l'entreprise bancaire Dreyfus & Co. En outre, la Société belge d'allumage automatique des gaz, un restaurateur et un portier y sont installés. Le sculpteur Gotthold Riegelmann (de) conçoit la décoration de la façade en référence à l'activité des ingénieurs. En 1918, le constructeur automobile MAN achète la maison et l'utilise jusqu'en 1950. Pendant la période de la RDA, le bâtiment abrite le département d'études allemandes de l'Université Humboldt. Après la chute du mur, le groupe MAN récupère le bien immobilier. Après une rénovation complète, il abrite son antenne berlinoise. Le bureau berlinois de l'Association africaine de l'économie allemande utilise d'autres locaux de ce monument historique. | [ 13 ]  |
|              | 1896/1897      | 1re Maison VDI (de)                                                  | Charlottenstraße Ecke Dorotheenstraße           | Néo-Renaissance; sous-sol en granit de Silésie, étages supérieurs fenêtres en plein cintre, bas-reliefs et balustrades représentant le commerce, la science, l'industrie, la vapeur et l'électricité | [ 13 ]  |
|              | 1897           | Logement des fonctionnaires et des ouvriers                          | Berliner Straße Ecke Ernststraße à Tegel        | Gothique de brique |         |
| zentriert    | 1898/1899      | Bâtiment administratif, usine, halls d'usine de Borsigwerke          | Berliner Straße 19–37 à Tegel                   | | [ 14 ]  |
| zentriert    | 1899           | Maison Borsig (de) ("Bureau central" pour le siège social de Borsig) | Chausseestraße aujourd'hui numéro 13            | Un étage sert de siège administratif à la Chambre fédérale des dentistes (de) depuis le 1er janvier 2001. | [ 15 ]  |
| zentriert    | 1899/1900 1907 | Maison des syndicats Extensions                                      | Engeldamm 62–64 à Berlin-Mitte                  | Bâtiment en briques de style "historicisme tardif", avec bâtiment avant, aile latérale, deux bâtiments transversaux. Hôpital d'urgence pendant la Première et la Seconde Guerre mondiale, puis Hôpital Mitte jusqu'en 1990, Institut de médecine tropicale (de) jusqu'en 1997. Au XXIe siècle, propriété privée avec transformation en habitation et en bâtiment commercial. | ,       |
| zentriert    | 1901/1902      | Maison à motifs                                                      | Hardenbergstraße 6 à Charlottenbourg            | plusieurs fois nouvelle utilisation, aujourd'hui Théâtre de la Renaissance | [ 19 ]  |
| zentriert    | 1905           | Maison de l'Institut d'assurance incendie de Berlin                  | Berlin-Mitte, Brüderstraße 11/12                | Néo-baroque |         |
|              | 1905           | Maison privée                                                        | An der Rehwiese 25 à Nikolassee                 | Mélange de styles néo-renaissance et néo-baroque | ,       |
| zentriert    | 1906           | Villa Möllering (de)                                                 | Lunebourg-Häcklingen                            | La villa, construite dans le style néo-germanique joue un rôle de quartier général britannique dans les derniers jours de la guerre. Le dernier président du Reich Karl Dönitz, qui a son siège à Flensbourg-Mürwik, y envoie une délégation début mai 1945 afin de négocier la capitulation partielle de la Wehrmacht pour le nord-ouest de l'Allemagne, le Danemark et les Pays-Bas. | [ 22 ]  |
| zentriert    | 1911–1914      | 2e Maison VDI (de)                                                   | Dorotheenstraße 115–117 à Berlin-Mitte          | façade simplifiée après les dommages de guerre ; intégrée dans la maison Jakob-Kaiser (de) | ,       |
| zentriert    | 1908/1909      | Bâtiment principal de l'observatoire Archenhold                      | Alt-Treptow                                     | Néo-classique | ,       |
| zentriert    | 1912–1913      | Mitteldeutsche Creditbank (de)                                       | Burgstraße 24 à Berlin-Mitte                    | détruit | [ 27 ]  |